# Maria Goeppert-Mayer

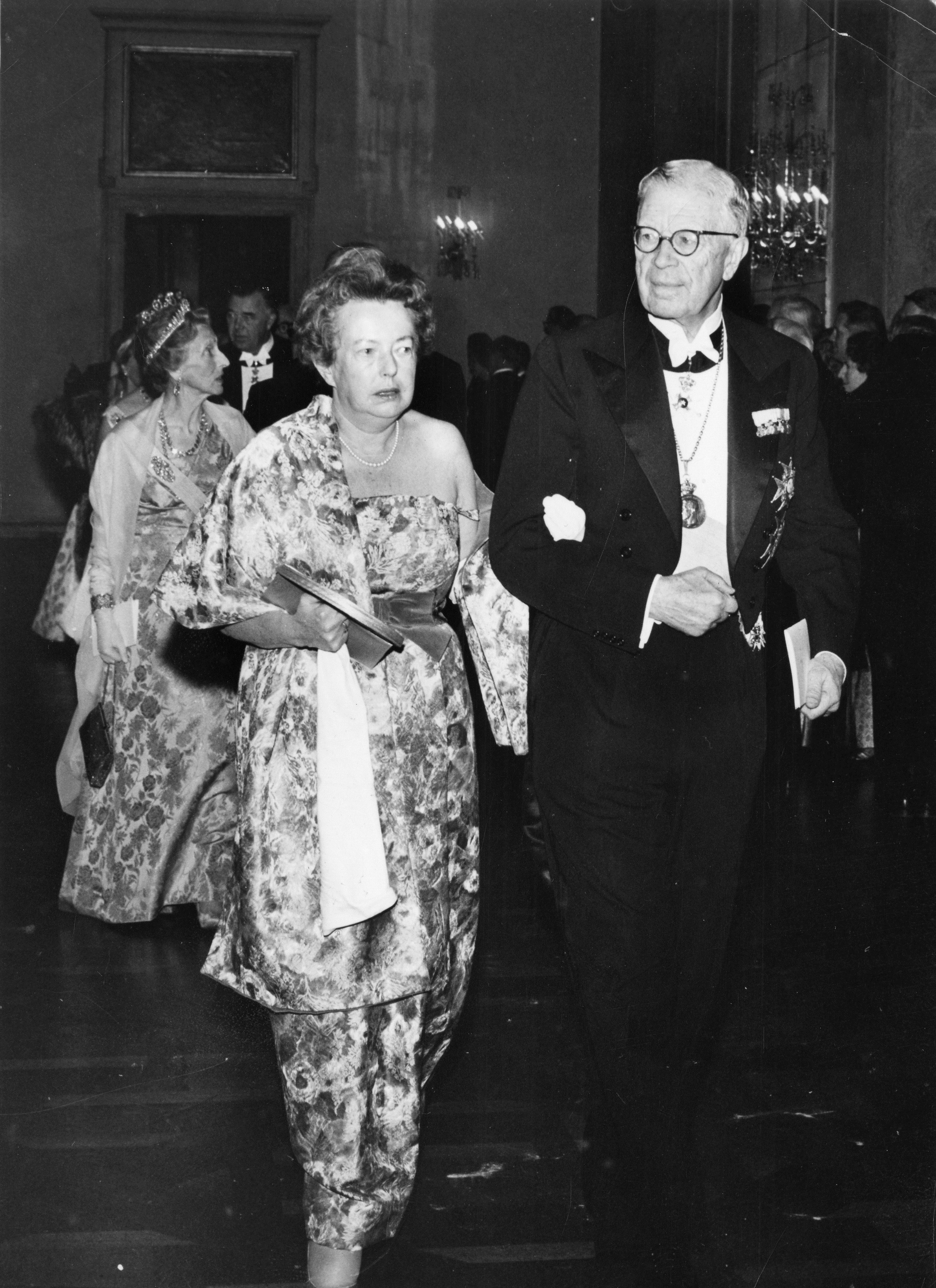
Maria Goeppert-Mayer och Gustaf VI Adolf på Nobelfesten 1963.

Maria Goeppert-Mayer, född Göppert 28 juni 1906 i Kattowitz i Tyskland, nuvarande Polen, död 20 februari 1972 i San Diego i USA, var en tysk-amerikansk teoretisk fysiker. Hon var professor vid University of California i San Diego i sydvästra USA. År 1963 mottog hon, tillsammans med Eugene Wigner och J. Hans D. Jensen, Nobelpriset i fysik "för deras upptäckter beträffande atomkärnornas skalstruktur".

## Biografi
Goeppert-Mayer hade 1948 presenterat en modell som ordnade protonerna och neutronerna i en atomkärna i en serie "skal", ungefär som elektronerna utanför kärnan. De tres arbeten med skalmodellen inom kärnfysik var ett viktigt steg på vägen inom kvantgruppteori.
Som doktorand på Göttingens universitet skrev Göppert sin doktorsavhandling om teorin kring tvåfotonabsorption av atomer. Vid tiden för hennes examen verkade det avlägset att verifiera avhandlingen experimentellt, men senare möjliggjordes detta med hjälp av utvecklingen av laser. Idag är enheten för tvåfotonabsorptionstvärsnitt kallad Goeppert-Mayer-enheter (GM-enheter) efter Maria.
Maria Goeppert gifte sig med Joseph Edward Mayer 1930 och flyttade till USA. Edward Mayer var docent vid Johns Hopkins University, men strikta regler mot nepotism hindrade universitet från att ta in Goeppert-Mayer som fakultetsmedlem. Hon fick dock en anställning som assistent på Johns Hopkins university och publicerade en artikel om dubbelt betasönderfall år 1935. År 1937 flyttade hon till Columbia University där hon fick en oavlönad anställning. Under andra världskriget arbetade hon med isotopseparering för Manhattanprojektet vid Columbia; hon arbetade även tillsammans med Edward Teller vid Los Alamos National Laboratory för att utveckla Tellers "super"bomb. 
Efter kriget arbetade Goeppert-Mayer som oavlönad docent i fysik vid University of Chicago och som senior-fysiker vid det närliggande Argonne National Laboratory. Maria Goeppert-Mayer utvecklade tillsammans med J. Hans D. Jensen och Eugene Wigner en matematisk modell för atomkärnornas skalstruktur för vilket de belönades med Nobelpriset i fysik år 1963. År 1960 utnämndes hon till professor i fysik vid University of California i San Diego.

## Utmärkelser
Goeppert-Mayer har fått nedslagskratern Goeppert-Mayer på planeten Venus uppkallad efter sig.